# 大谷武彦
大谷 武彦（おおたに たけひこ、1941年4月23日 - ）は、日本の実業家。NPO法人従心会代表、第一管財経営顧問、元クレオ代表取締役社長、元株式会社ランドコンピュータ常勤監査役。

## 人物・経歴
奈良県出身。愛知県立瑞陵高等学校卒業。1965年3月高崎経済大学経済学部卒業後、飛島建設株式会社入社。米国現地法人社長を経て、1994年に株式会社クレオ（JASDAQ上場）に取締役副社長として経営参画。1997年同社代表取締役社長、2004年代表取締役会長を歴任。2005年に株式会社エス・エム・エス（東証一部上場）監査役に就任。2008年、株式会社ランドコンピュータ常任監査役に就任。2011年、株式会社従心会倶楽部を設立し、代表取締役に就任。